# Piet Norval
Piet Norval, né le 7 avril 1970 à Bellville dans l'agglomération du Cap, est un joueur de tennis sud-africain, professionnel de 1988 à 2001.
Passé professionnel en 1988, il a notamment remporté une médaille d'argent aux Jeux olympiques d'été de 1992 à Barcelone dans l'épreuve de double qu'il a disputée avec pour partenaire Wayne Ferreira. Son meilleur classement en simple en carrière est 125e, réalisé le 19 juin 1989. Il a surtout brillé en double, remportant quatorze tournois ATP dans cette discipline.

## Palmarès

### En double messieurs
| 14 titres en double | 0 G. Chelem | 0 G. Chelem | 0 G. Chelem | 0 G. Chelem | 1 Masters | 1 Masters | 1 Masters   | 1 Masters   | 2 Masters 1000 | 2 Masters 1000 | 2 Masters 1000 | 2 Masters 1000 | 1 ATP 500          | 1 ATP 500          | 1 ATP 500          | 1 ATP 500          | 10 ATP 250         | 10 ATP 250         | 10 ATP 250     | 10 ATP 250     | 0 JO           | 0 JO           | 0 JO           | 0 JO           |
| 14 titres en double | 4 sur dur   | 4 sur dur   | 4 sur dur   | 4 sur dur   | 4 sur dur | 4 sur dur | 2 sur gazon | 2 sur gazon | 2 sur gazon    | 2 sur gazon    | 2 sur gazon    | 2 sur gazon    | 5 sur terre battue | 5 sur terre battue | 5 sur terre battue | 5 sur terre battue | 5 sur terre battue | 5 sur terre battue | 3 sur moquette | 3 sur moquette | 3 sur moquette | 3 sur moquette | 3 sur moquette | 3 sur moquette |

## Parcours dans les tournois duGrand Chelem

### En simple
| Année | Open d'Australie | Open d'Australie | Internationaux de France | Internationaux de France | Wimbledon       | Wimbledon    | US Open | US Open |
| ----- | ---------------- | ---------------- | ------------------------ | ------------------------ | --------------- | ------------ | ------- | ------- |
| 1989  | 1er tour (1/64)  | J. Stoltenberg   | —                        | —                        | 1er tour (1/64) | C. Limberger | —       | —       |

N.B. : à droite du résultat se trouve le nom de l'ultime adversaire.

### En double
| Année | Open d'Australie           | Open d'Australie           | Internationaux de France     | Internationaux de France   | Wimbledon                    | Wimbledon                  | US Open                     | US Open                    |
| ----- | -------------------------- | -------------------------- | ---------------------------- | -------------------------- | ---------------------------- | -------------------------- | --------------------------- | -------------------------- |
| 1990  | —                          | —                          | —                            | —                          | 1/8 de finale W. Ferreira    | R. Leach J. Pugh           | 1/8 de finale W. Ferreira   | G. Forget J. Hlasek        |
| 1991  | —                          | —                          | 1er tour (1/32) S. Kruger    | G. Connell G. Michibata    | 1/2 finale W. Ferreira       | J. Frana L. Lavalle        | 2e tour (1/16) W. Ferreira  | H. J. Davids J. Eltingh    |
| 1992  | 2e tour (1/16) W. Ferreira | P. Aldrich D. Visser       | 1/8 de finale W. Ferreira    | J. Grabb R. Reneberg       | 1er tour (1/32) W. Ferreira  | D. Nargiso M. Rosset       | 1/8 de finale W. Ferreira   | T. Woodbridge M. Woodforde |
| 1993  | 1/8 de finale W. Ferreira  | J.-L. de Jager M. Ondruska | 1/4 de finale H. J. Davids   | T. Woodbridge M. Woodforde | 1/8 de finale H. J. Davids   | T. Woodbridge M. Woodforde | 2e tour (1/16) H. J. Davids | D. Nargiso J. Sánchez      |
| 1994  | 1/8 de finale H. J. Davids | T. Woodbridge M. Woodforde | 1er tour (1/32) H. J. Davids | S. Casal E. Sánchez        | 1er tour (1/32) H. J. Davids | S. Kruger M. Ondruska      | 1er tour (1/32) S. Melville | L. Jensen M. Jensen        |
| 1995  | 1er tour (1/32) G. Muller  | T. Kronemann D. Macpherson | 1er tour (1/32) M. Oosting   | J. Palmer R. Reneberg      | 1/8 de finale M. Oosting     | T. Woodbridge M. Woodforde | 1er tour (1/32) N. Broad    | B. Black J. Stark          |
| 1996  | 2e tour (1/16) N. Broad    | T. Ho B. Steven            | 1er tour (1/32) N. Broad     | M. Knowles D. Nestor       | 1er tour (1/32) N. Broad     | M. Knowles D. Nestor       | 1er tour (1/32) N. Broad    | M. Ondruska A. Richardson  |
| 1997  | 1/4 de finale N. Broad     | S. Lareau A. O'Brien       | 2e tour (1/16) N. Broad      | W. Black J. Grabb          | 1/4 de finale N. Broad       | M. Damm P. Vízner          | 1er tour (1/32) N. Broad    | J.-L. de Jager R. Koenig   |
| 1998  | 1er tour (1/32) S. Lareau  | J. Gimelstob B. MacPhie    | 1er tour (1/32) N. Broad     | K. Braasch J. Knippschild  | 1/8 de finale N. Broad       | J. Gimelstob B. MacPhie    | 1/4 de finale N. Broad      | J.-L. de Jager R. Koenig   |
| 1999  | 1er tour (1/32) K. Ullyett | G. Kuerten N. Lapentti     | 1/8 de finale K. Ullyett     | M. Bhupathi L. Paes        | 1/8 de finale K. Ullyett     | T. Woodbridge M. Woodforde | 1er tour (1/32) K. Ullyett  | M. Bhupathi L. Paes        |
| 2000  | 2e tour (1/16) K. Ullyett  | L. Hewitt S. Stolle        | 1/8 de finale K. Ullyett     | T. Carbonell M. García     | 2e tour (1/16) D. Johnson    | J. Oncins C. Suk           | 1er tour (1/32) D. Johnson  | F. Bergh P. Nyborg         |
| 2001  | 1er tour (1/32) D. Johnson | F. Čermák O. Fukárek       | —                            | —                          | —                            | —                          | —                           | —                          |

N.B. : le nom du ou de la partenaire se trouve sous le résultat ; le nom des ultimes adversaires se trouve à droite.

### En double mixte
| Année | Open d'Australie           | Open d'Australie        | Internationaux de France    | Internationaux de France   | Wimbledon                   | Wimbledon                 | US Open                      | US Open                   |
| ----- | -------------------------- | ----------------------- | --------------------------- | -------------------------- | --------------------------- | ------------------------- | ---------------------------- | ------------------------- |
| 1996  | 2e tour (1/8) E. Callens   | H. Suková E. Ferreira   | -                           | -                          | 1er tour (1/32) C. Papadáki | R. Fairbank K. Flach      | -                            | -                         |
| 1997  | 2e tour (1/8) K-A. Guse    | L. Raymond P. Galbraith | 1/4 de finale B. Schultz    | M. Bollegraf R. Leach      | 1er tour (1/32) L. Huber    | N. Miyagi K. Kinnear      | 2e tour (1/8) E. Callens     | G. Fernández E. Ferreira  |
| 1998  | 1er tour (1/16) M. Oremans | C. Barclay B. Talbot    | 2e tour (1/16) S. Appelmans | A. Dechaume J.-P. Fleurian | 1er tour (1/32) C. Morariu  | O. Lugina A. Olhovskiy    | -                            | -                         |
| 1999  | -                          | -                       | Victoire K. Srebotnik       | L. Neiland R. Leach        | 3e tour (1/8) K. Srebotnik  | A. Kournikova J. Björkman | 1er tour (1/16) K. Srebotnik | E. Tatarkova A. Olhovskiy |

N.B. : le nom de la partenaire se trouve sous le résultat ; le nom des ultimes adversaires se trouve à droite.

## Participation aux Masters

### En double
| Année | Ville     | Surface         | Partenaire     | Résultats | Résultat final    |
| ----- | --------- | --------------- | -------------- | --------- | ----------------- |
| 1996  | Hartford  | Moquette indoor | Neil Broad     | 0v, 1d    | Éliminé en poules |
| 1999  | Hartford  | Moquette indoor | Kevin Ullyett  | 1v, 2d    | Éliminé en poules |
| 2000  | Bangalore | Dur ext.        | Donald Johnson | 4v, 1d    | Vainqueur         |